# Darijus Džervus
Darijus Džervus (20 juli 1990) is een Litouws wielrenner die anno 2023 rijdt voor Voltas-Madaris Cycling Team.

## Carrière
In 2016 won Džervus de tweede etappe van de Ronde van Mersin door Jan-Willem van Schip, die de eerste etappe had gewonnen, en Essaïd Abelouache in de sprint te verslaan. Tussen 2017 en 2021 was Džervus niet actief in het professionele wielrennen. In 2022 tekende hij een contract bij Voltas-Madaris Cycling Team. Anno 2023 is hij reeds actief voor die ploeg.

## Overwinningen
2012
 Litouws kampioen tijdrijden, Beloften
2016
2e etappe Ronde van Mersin

## Ploegen
- 2011 –  An Post-Sean Kelly
- 2013 –  Doltcini-Flanders
- 2014 –  Veranclassic-Doltcini
- 2015 –  CCT p/b Champion System
- 2016 –  Staki-Baltik Vairas Cycling Team
- 2022 –  Voltas-Madaris Cycling Team
- 2023 –  Voltas-Madaris Cycling Team

Bagdonas · Bennett · Brems · M.Cassidy · Claeys · Debusschere · Džervus · Eeckhout · Fenn · Ghyllebert · Heytens · Hollanders · Lavery · McLaughlin · McConvey · McNally · Terweduwe
Boutté · Cardoen · De Kerf · Dominguez · Džervus · Gardeyn · Gène · Jory · Maniusis · Mertens · Nicolson · Schets · Smirnovs · Stilite · Suarez · Tanner · van Immerseel · Van Holderbeke · van Caldenborgh · Van Breussegem · Vernaeckt · Verwaest · Gough (stagiair) · Nolten (stagiair)
Bacquet · Bekaert · Brambilla · Devillers · Dewortelaer · Džervus · Flahaut · Gardeyn · Gaudy · Goovaerts · Karwowski · Mol · Ottema · Rigaux · Rosseler · Schoonbroodt · Stallaert · Takenouchi · Van Coppernolle · Vandewiele · Verwaest · Weber · Bossuyt (stagiair) · Soenens (stagiair)
Džervus · Flahaut · Gadgaard · Geerts · Ghistelinck · Goovaerts · Haggerty · Koishi · Spragg · S.Tokuda · T.Tokuda · Vink · Weber · Wills · Zenovich · Verschuere (stagiair)
Ališauskas · Džervus · Lašinis · Maniušis · Račiūnas · Šiškevičius · Svetikas · Taučius · Videika